# Phil Friedman
Phil Friedman (Las Vegas, 16 luglio ...) è un wrestler statunitense.
È stato sotto contratto con la WWE e milita nel settore di sviluppo NXT Wrestling con il ring name di Bronson.

## Carriera

### All Japan Pro Wrestling (2002)
Il 23 novembre 2002, Friedman fa il suo esordio nella All Japan Pro Wrestling con il ring name di P.J. Friedman in un match di coppia a 6 uomini insieme a Jimmy Yang e Mike Awesome battendo Kaz Hayashi, Ryuji Hijikata e Tomoaki Homna. Qualche giorno dopo, inizia a fare coppia fissa con Mike Awesome e partecipando alla AJPW Real World Tag League: al loro primo match perdono contro Masato Tanaka e Shinjiro Otani per poi battere Arashi e Nobutaka Araya. Nei quattro giorni successivi, incassano solo sconfitte contro Road Warrior Animal e Keiji Muto, Satoshi Kojima e Taiyo Kea, Mitsuya Nagai e Yoji Anjo e contro gli americani Mike Rotunda e Steve Williams. Al Day 8, i due ritornano a vincere in un match a 6 uomini con Jimmy Wang contro Kazushi Miyamoto, Mike Rotundo e Steve Williams. Al Day 9, i due vengono battuti da Earthquake e Genichiro Tenryu. Chiude la sua esperienza in Giappone con una vittoria insieme ad Awesome contro Ryuji Hijikata e Shigeo Okumura.

### MLW (2002-2004)
Friedman debutta in MLW come P.J. Friedman sconfiggendo Shirley Doe. Il 26 settembre 2002, forma un tag team con Steve Williams e i due sconfiggono Afterburn & Eric Adams. I due hanno anche l'opportunità di vincere i MLW Tag Team Championship il 9 maggio 2003 ma vengono sconfitti dai campioni Anderson & Simon Diamond.

### WWE

#### Florida Championship Wrestling (2010-2012)
Friedman firma un contratto di sviluppo con la WWE e viene mandato in FCW dove debutta come James Bronson il 19 agosto in una battle royal che viene vinta da Eli Cottonwood. Nei tapings FCW del 21 settembre, Bronson ottiene la sua prima vittoria in un 8-man tag team match insieme a Bobby Dutch, Conrad Tanner e Titus O'Neil contro la squadra formata da Buck Dixon, Cable Jones, Kenny Li e Ron Myers. L'11 novembre, Bronson vince ancora un 8-man tag team match insieme a Cable Jones, Damien Sandow e Devin Allen sconfiggendo Big E Langston, Bobby Dutch, Marcus Owens e Roman Leakee. Inizia poi a fare coppia con Peter Orlov e Bronson diventa il suo manager. Il 6 gennaio i due debuttano come team subendo una sconfitta per mano di Lucky Cannon e Richie Steamboat. Dopo un mese passato a fare da manager ad Orlov, i due si separano e Bronson prova a farsi una carriera da singolo ma subisce due sconfitte a marzo, una in coppia con Titus O'Neil contro Kenneth Cameron e Monty Lynch e l'altra in un match singolo contro Hunico. Nei tapings FCW del 7 aprile, Bronson viene sconfitto da Roman Leakee e in quelli del 26 maggio, perde in coppia con Erick Rowan contro Kenneth Cameron e Derrick Bateman. Il 4 giugno, all'FCW Port Charlotte Show, James Bronson vince un 6-man tag team match insieme a Jinder Mahal e Peter Orlov contro il trio formato da Donny Marlow, Rodney Thomas e Tito Colon. Il 16 luglio, all'FCW Summer SlamaRama, perde un match contro Brodus Clay. Nei tapings del 21 luglio, Bronson perde contro Leakee. Nei tapings dell'11 agosto, insieme al suo compagno Erick Rowan, sconfigge i campioni di coppia FCW, CJ Parker & Donny Marlow, in un match non titolato. Nel primo show del 2012, Bronson perde un match di coppia a 6 uomini insieme a Antonio Cesaro e Calvin Raines contro Big E Langston, Mike Dalton e Dean Ambrose. Il 19 gennaio, batte Dante Dash. Nei tapings del 15 marzo, viene sconfitto da Dean Ambrose in un Tap Out Match. All'Orlando Show del 21 marzo, fa coppia con Big E Langston, battendo Garrett Dylan e Kevin Hackman. Quattro giorni dopo, batte CJ Parker al Tampa Show. Ottiene un'altra vittoria in coppia con Garrett Dylan contro CJ Parker e Dante Dash. Nei tapings del 4 aprile, batte Nick Rogers. All'Orlando Show del 18 maggio, fa coppia dopo diverso tempo con Big E. Langston, battendo Xavier Woods e Mike Dalton. Il 19 luglio, Bronson fa il suo ritorno in FCW, battendo Joel Pettyfer.

#### NXT (2012)
Con la chiusura della FCW, tutti i talenti vengono spostati ad NXT. Bronson fa il suo esordio il 24 ottobre battendo velocemente Lincoln Broderick. Il 21 novembre, Bronson combatte ancora, sconfiggendo Nick Rogers.

## Nel Wrestling

### Mosse finali
- Figure 4 Leglock
- Inverted powerslam